# Allagoptera
Allagoptera – rodzaj roślin z rodziny arekowatych. Obejmuje 5–6 gatunków (w tym A. caudescens wyodrębniany dawniej jako Polyandrococos caudescens). Rośliny te występują w Ameryce Południowej – we wschodniej i południowej Brazylii, w Paragwaju, Boliwii i północnej Argentynie. Rosną na luźnych piaskach, w tym wydmach i plażach, na terenach skalistych, w widnych lasach i zaroślach, na suchych murawach i sawannach (cerrado) oraz w odsłoniętych miejscach na terenach górskich.
Niektóre gatunki uprawiane są jako ozdobne i dostarczające jadalnych owoców. Stosowane są także do nasadzeń na terenach zdegradowanych.

## Morfologia

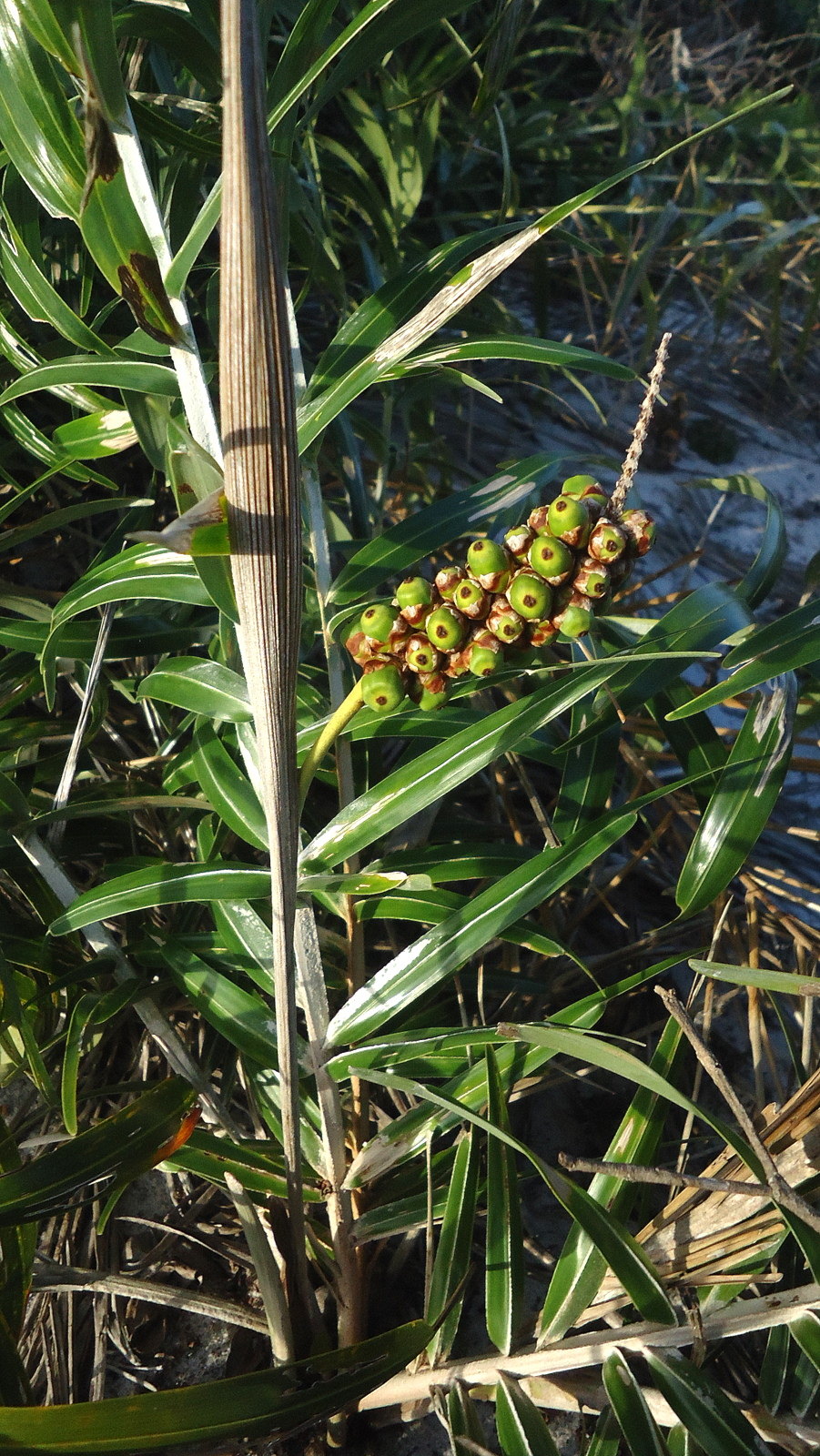
Allagoptera brevicalyx

PokrójPalmy o łodygach silnie skróconych, czasem wzniesionych, rozgałęziających się widlasto nad ziemią lub prosto wzniesionych (A. caudescens), także wykształconych jako kłącze (u A. arenaria silnie ukorzenione i rozgałęzione, odgrywające istotną rolę w stabilizacji gleb piaszczystych).
LiściePierzastozłożone, nieuzbrojone lub rzadziej (czasem u A. caudescens) kolczaste. Pochwa liściowa drewniejąca lub miękko włóknista, czasem omszona. Ogonek liściowy różnej długości, tęgi lub cienki, u nasady rynienkowaty, dalej zaokrąglony, a na końcu spłaszczony. Oś liścia prosta lub wygięta. Listki z pojedynczym kilem, zaostrzone na wierzchołku lub rozdzielone widlasto.
KwiatyJednopłciowe, ale kwiaty obu płci wyrastają na tych samych roślinach (palmy jednopienne). Kwiatostany są prosto wzniesione lub zwisają, są nierozgałęzione. Szypuła kwiatostanu różnej długości, okrągła na przekroju, wyrasta spomiędzy liści. Podsadka (spatha) rurkowata, cienka, naga lub pokryta łuseczkami, z czasem włókniejąca. Na osi gęsto rozwijają się triady kwiatów, ale w górnej części występują tylko kwiaty męskie wyrastające parami. Górne kwiaty męskie szybko przekwitają i opadają zostawiając szczytową część kwiatostanu nagą. Podsadki pod triadami kwiatów trójkątne, ostre.
Kwiaty męskie są asymetryczne, te wyrastające w triadach osadzone są na szypułce obejmującej centralny kwiat żeński. Trzy listki zewnętrznego okółka okwiatu wąskie, zaostrzone. Trzy listki wewnętrznego okółka trójkątne, ok. 4 razy dłuższe od zewnętrznych. Pręcików jest od 6 do ok. 100. Nitki szydłowate, proste lub różnie wygięte.
Kwiaty żeńskie mniejsze lub nieco tylko większe od męskich, kulistawe, z trzema wyraźnymi listkami okółka zewnętrznego i trzema listkami okółka wewnętrznego o podobnej długości. Prątniczki połączone w kubeczkowaty twór otaczający zalążnię. Ta kulista do jajowatej, trójkomorowa. Szyjka słupka zwieńczona silnie odgiętymi i wąskimi ramionami znamienia.
OwoceJajowate, kanciaste, żółtozielone do brązowych, jednonasienne pestkowce. Na szczycie z pozostałościami słupka. Od zewnątrz gładkie lub pokryte wełnistymi łuskami. Mezokarp mięsisty i włóknisty. Endokarp cienki lub gruby, bardzo twardy, gładki, z trzema rowkami. Nasiona jajowate do bardziej wydłużonych, w środku z bardzo twardym bielmem.

## Systematyka
Rodzaj z rodziny arekowatych (Arecaceae) z rzędu arekowców (Arecales). W obrębie rodziny należy do podrodziny Arecoideae, plemienia Cocoseae i podplemienia Attaleinae. W badaniach molekularnych ma dobrze potwierdzony monofiletyzm. W jednych badaniach wskazany został jako siostrzany grupie rodzajów: Lytocaryum, Attalea i Syagrus, w innych – jako siostrzany dla rodzajów Cocos i Attalea. 
Wykaz gatunków
- Allagoptera arenaria (Gomes) Kuntze
- Allagoptera brevicalyx M.Moraes
- Allagoptera campestris (Mart.) Kuntze
- Allagoptera caudescens (Mart.) Kuntze
- Allagoptera leucocalyx (Drude) Kuntze
- Allagoptera robusta R.C.Martins & Filg.